# Navigační systémy pro osoby se zrakovým postižením využívající GPS
Od zavedení globálního pozičního systému (GPS) na konci 80. let 20. století došlo k mnoha pokusům o jeho integraci do navigačního asistenčního systému pro osoby se zrakovým postižením.

## Navigační systémy
Většina těchto systémů je v podobě mobilní aplikace, která je dostupná jak pro Android, tak iOS.

### RightHear
RightHear byl poprvé vydán v prosinci 2015. Tento systém využívá vedle dat z OpenStreetMap také data ze svých vlastních databází a s těmito informacemi poskytuje RightHear svým uživatelům vícejazyčné zvukové popisy prostředí, ve vnitřních i vnějších prostorách.
Hlavní funkce RightHear jsou:
1. Informovat uživatele o jeho aktuální poloze a to buď na vyžádání, nebo automaticky v předem definovaných intervalech. Také poskytnout uživateli odkaz na relevantní online cíl (jsou-li k dispozici), jako je nabídka v restauracích a popis exponátů v památkách.
2. Vytvoření a uložení uživatelských bodů zájmu jako záznamy. Pokud se uživatel k těmto bodům přiblíží, tak může být upozorněn a bude mu přehrán jeho záznam.
3. Automatická oznámení veřejných bodů zájmu, křižovatek ulic a bodů, které si uživatel uložil.
4. Podpora aplikací třetích stran zabývající se veřejnou dopravou, jako jsou Moovit, Uber, Lyft, Gett a mnoho dalších. Uživatelé  mohou vytvářet své vlastní trasy z aktuálního místa do cíle a nebo mohou vyhledávat plány a trasy vedoucí k vybranému cíli.
5. Simulace tras, která uživatelům umožní prozkoumat vzdálená místa předtím, než tam budou cestovat.
6. Oznamování veřejných a uživatelských bodů zájmu a křižovatek umístěných ve směru, kterým uživatel ukazuje své zařízení. RightHear také podporuje 3D zvuky, které umožňují uživateli slyšet informace z příslušného směru, když jsou zapnutá sluchátka.
7. Pokud uživatel drží zařízení svisle, tak je mu oznámena světová strana, ke které je otočený.
8. Navigace ve vnitřních prostorách pomocí majáčků využívajících technologii Bluetooth. RightHear podporuje volně dostupný standard Wayfindr.
9. V případě potřeby umožní přivolání  asistenta od příslušné osoby v budově, kde je technologie RightHear nainstalována (například recepce v hotelech).

### Corsair GPS
Corsair GPS je GPS navigace pro chodce. Umožňuje vám objevovat místa kolem vás a vzít vás tam. Je možné zapnout způsob navádění pomocí vibrací smartphonu k indikaci směru, kterým se máte řídit. Toto řešení je zvláště užitečné pro lidi se zrakovým postižením.

### Lazarillo
Lazarillo  využívá data z Google Maps, OpenStreetMap a Foursquare vedle jejich vlastních databází a na základě těchto informací Lazarillo shromažďuje potřebná data o okolí uživatele, aby podporoval následující funkce: 
1. Průzkum: Prostřednictvím hlasových notifikací a varování vám může poskytnou pokyny. Řekne vám, kde jste a jaké služby jsou kolem vás
2. Konkrétní vyhledávání: Na kartě „vyhledávání“ můžete vyhledávat konkrétní místo.
3. Hledání podle kategorií: Umožňuje vyhledávat blízká místa podle kategorií, jako jsou restaurace, zdravotní střediska a dopravní služby.
4. Uložit oblíbené: Umožňuje si ukládat oblíbená místa ve městě, aby k nim měl uživatel rychlejší přístup
5. Přizpůsobit: Umožňuje upravit hlas, který vás provází městem.
6. Trasa nebo navigování z jednoho místa do druhého: Pěší, autem, autobusem nebo metrem se naváděcí službou dostanete z jednoho bodu do druhého. Po místě, na které se chcete dostat, upozornění vám ohlásí, pokud se blížíte k místu. Tato funkce funguje také v případě, že je režim skenování pozastaven.

### Ariadne GPS
Ariadne GPS,vyvinutá Lucem Giovannim Ciaffonim, vydána v červnu 2011 byla jednou z prvních GPS aplikací speciálně určených pro nevidomé a slabozraké uživatele. Je založena na datech z  Google Maps a má následující funkce:
1. V konfigurovatelných intervalech, nebo na požádání informovat uživatele o jeho aktuální poloze.
2. Umožňuje uživateli uložit body, které jsou pro něj důležité. Na tyto body následně aplikace reaguje upozorněním uživatele, když se k němu přiblíží. Pro každý bod si mohou uživatelé  definovat vzdálenost, kdy je na bod upozorněn.
3. Přístupná mapa: Uživatel může přejet prstem po obrazovce a aplikace pod jheo prstem oznámí oblast nebo adresu (v závislosti na zvětšení). Ciaffoni vyvinul vlastní přístupnou mapu pro Ariadne GPS. Jeho řešení bylo k dispozici dříve, než vyšly dostupné Apple maps v systému iOS 6.
4. Umožňuje importovat a exportovat bodů zájmu.

### BlindSquare
BlindSquare je aplikace vyvinuta společností MIPsoft a byla vydána v květnu 2012. Využívá data z Foursquare a OpenStreetMap a nabízí velkou sadu funkcí pokrývající potřeby cestujících se zrakovým postižením.  Využívá data z Foursquare, Open Street Map a Apple Maps a podporuje následující funkce:
1. V předem definovaných intervalech, nebo na požádání informovat uživatele o jeho aktuální pozici.
2. Ukládání bodů zájmu uživatele. Uživatelé mohou být upozorněni, když se k těmto bodům přiblíží ve vzdálenosti , kterou si pro každý bod mohou definovat samostatně.
3. Automatické oznámení veřejných bodů zájmu, křižovatek a bodů zájmu uložených uživatelem.
4. Předávání souřadnic cílů do navigačních aplikací třetích stran. BlindSquare funguje ve spojení s více než devíti navigačními aplikacemi.
5. Díky podpoře aplikací veřejné dopravy třetích stran umožňuje BlindSquare uživatelům odesílat souřadnice jejich aktuální polohy a cíle do několika aplikací, aby si mohli vyhledat jízdní řády a trasy do svého cíle.
6. Nabídka zvuku umožňuje uživatelům aktivovat mnoho funkcí BlindSquare stisknutím tlačítek na jejich sluchátkách namísto použití dotykové obrazovky zařízení.
7. Simulace tras, která uživatelům umožní uživateli prozkoumat vzdálená místa, než tam budou cestovat.
8. Integrovaná přístupná mapa.
9. Oznamování veřejných a uživatelských bodů zájmu a křižovatek umístěných ve směru, kterým uživatel ukazuje své zařízení.
10. Navigace ve vnitřních prostorách pomocí majáčků využívajících Bluetooth. Využívá vlastní systém BlindSquare Beacon Positioning System (BPS), ale také podporuje volně dostupný  standard Wayfindr.

### iMove
iMove je aplikace vyvinutá společností EveryWare Technologies a byla vydána v lednu 2013. Její unikátní vlastnost při vydání byla, že dovolovala uživatelům nahrát vlastní zvukové záznamy a spojit je s jednotlivými uloženými body v mapě. Mimo to nabízí iMove tyto funkce:
1. Oznamování veřejných bodů zájmu při chůzi.
2. Ukládání vlastních bodů zájmu a upozornění na tyto body, pokud se k nim uživatel přiblíží. Zde lze využít i možnost přehrání vlastních zvukových záznamů.

### MyWay Classic
MyWay Classic je aplikace vyvinutá Swiss Association of the Blind and Visually Impaired, která byla poprvé vydána v roce 2012. Využívá data z OpenStreetMap a poskytuje následující funkce: 
1. V předem definovaných intervalech, nebo na požádání informovat uživatele o jeho aktuální poloze.
2. Vytvoření vlastních bodů zájmu, na které je uživatel upozorněn, když se k nim přiblíží.
3. Oznamování veřejných bodů zájmu, jejich filtrování podle kategorií, oznamování křižovatek.
4. Import a export bodů zájmu.
5. Možnost navigace ve vnitřních prostorách pomocí majáčků využívajících BlueTooth.

### Seeing Assistant Move
Seeing Assistant Move je palikace vyvnutá společností Transition Technologies S.A., který byla vydána v roce 2013. Při jejím vydání to byla jediná aplikace pro osoby se zrakovým postižením, která umožňovala ovládat celou aplikaci pomocí předdefinovaných hlasových příkazů. Využívá data z Open Street Map a umožňuje uživateli následující funkce:
1. Oznámení aktuální polohy uživatele.
2. Vytváření vlastních  bodů zájmu. Oznamování uživatelových a veřejných bodů zájmu když se k nim uživatel přiblíží.
3. Oznámení zajímavých míst ve směru, kterým uživatel ukazuje svým zařízením.
4. Záznam tras, po kterých se uživatel pohyboval.
5. Simulace tras, která uživatelům umožní uživateli prozkoumat vzdálená místa, než tam budou cestovat.
6. Ovládání celé aplikace pomocí předdefinovaných hlasových příkazů.
7. Předání souřadnic cílového bodu do Apple maps nebo Google Maps.

### Seeing Eye GPS
Seeying Eye GPS, vyvinutá společností Sendero Group ve spolupráci s několika organizacemi ( The Seeying Eye,RNIB , Guide Dogs NSW/ACT) a byla vydána v roce 2013. Kromě běžných funkcí, dostupných ve všech navigacích, poskytuje Seeing Eye uživateli také automatické hlášení křižovatek, bodů zájmu nebo blížících se zatáček. Využívá data z Google Maps. Seeing Eye není celosvětově dostupný a také není zdarma. 
Vyskytuje se pod několika názvy, které se liší podle země, ve které je dostupný.
- Seeing Eye GPS (Severní Amerika, dostupná ve formě předplatného)
- Seeing Eye XT (Severní Amerika, dostupná ve formě jednorázového nákupu.
- RNIB Navigator (Velká Británie, Irsko, Německo, Francieú, dostupná ve formě předplatného)
- Guide DoGS NSW/ACT (Austrálie, dostupná ve formě předplatného)

### ViaOpta Nav
ViaOpta Nav vyvinutí společností Novartis Pharmaceuticals Corporationa byla vydána v roce 2014. Při vydání to byla jediná aplikace, která poskytovala informace o přístupnosti u jednotlivých bodů zájmu. Pro určení polohy využívá Google Maps, nebo Apple maps, v závislosti na operačním systému, který má uživatel v zařízení. Pro výpočet trasy a získání informací o přístupnosti využívá data z OpenStreetMap. ViaOpta Nav neposkytuje možnost oznamovat body zájmu, pokud se k nim uživatel přiblíží.